# Okres rzymski na Półwyspie Iberyjskim
Okres rzymski na Półwyspie Iberyjskim – rzymskie zainteresowanie się terenami Półwyspu zrodziło się głównie z trwającej rywalizacji z Kartaginą, która to po przegranej w pierwszej wojnie punickiej skierowała się na nie zajęty jeszcze przez Rzym Półwysep Iberyjski, by tam tworzyć swoje nowe imperium wokół Nowej Kartaginy - miasta, uznawanego wówczas za jedno z najwspanialszych w Europie. Krótko później wybuchł kolejny konflikt zbrojny - druga wojna punicka. Od 237 r. p.n.e. do około 206 r. p.n.e. trwały na Półwyspie Iberyjskim działania wojenne. Kartagina poniosła sromotną klęskę, tracąc wszystkie terytoria pozaafrykańskie - a w tym i Hiszpanię - na rzecz Rzymian i Numidyjczyków.

## Podbój
Rzymskim zwyczajem, w roku 197 p.n.e., na nowo pozyskanych terenach ustanowiono dwie prowincje - Hispania Citerior (Hiszpania Bliższa) ze stolicą w Carthago Nova oraz Ulterior (Hiszpania Dalsza), ze stolicą w Kordobie. Do tłumienia powstań tam wybuchających, przysłano dwa lata później Marka Porcjusza Katona, który odznaczył się wyjątkową brutalnością w stosunku do rdzennych mieszkańców. Skuteczniejsza okazała się polityka pokojowa - oparta na gwarancjach i układach z plemionami Iberii - powadzona przez Tyberiusza Semproniusza Grakchusa (180-179 r. p.n.e.). Zapewniła ona Półwyspowi względny pokój przez następnych dwadzieścia lat.

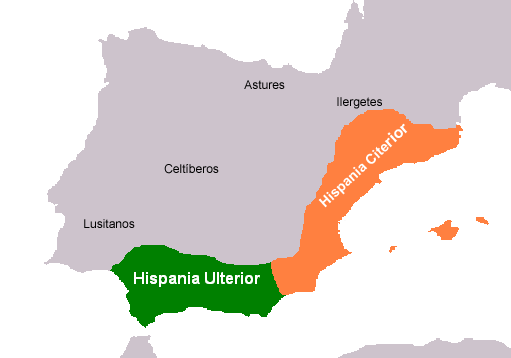
Pierwszy podział na prowincje - Hispania ok. 195 r. p.n.e.

Hiszpania Bliższa obejmowała tereny dzisiejszej Aragonii, Walencji, Katalonii i większej części Nowej Kastylii. Hiszpania Dalsza natomiast rozciągała się na dzisiejszą Andaluzję, Portugalię, Extremadurę. Granice prowincji przesuwały się na zachód i północ w miarę postępów podboju.
Od 154 roku p.n.e. Półwysep stał się widownią kolejnego konfliktu między Rzymianami i lokalnymi plemionami. Były to właściwie dwa skoordynowane ze sobą konflikty zbrojne: tzw. wojny luzytańskie (151-139 p.n.e.) oraz wojny celtyberyjskie (154-152 i 143-133 p.n.e.). Wojny luzytańskie zakończyły się po zamordowaniu wodza Luzytanów Wiriatusa oraz częściowej aneksji Luzytanii. Wojny celtyberyjskie doprowadziły do zdobycia miasta Numancja po piętnastomiesięcznym oblężeniu i zbiorowym samobójstwie jej mieszkańców.
Na terenie Mesety Centralnej walki z Rzymianami trwały aż do 93 r. p.n.e. W 123 roku p.n.e. pod pozorem ukrócenia piractwa zajęto także Baleary.
Niedługo później Hiszpania stała się areną walk politycznych pomiędzy Cezarem, Pompejuszem i jego synami. Cezar po raz pierwszy odwiedził Hispaniię w 69 r. p.n.e., potem w 61 r. był pretorem prowincji Ulterior. W latach 49-45 p.n.e. przeprowadził zwycięską kampanię przeciw Pompejuszowi i jego synom.
Po śmierci Cezara w 44 p.n.e. władzę objął Oktawian August, któremu udało się pokonać niezależne dotąd plemiona północne (tereny Asturii, Kantabrii i Galicii). Główna kampania toczyła się w latach 26-19 p.n.e. i zakończyła się całkowitym podbojem Półwyspu przez Rzymian.

## Romanizacja
Z okresem panowania Augusta związana jest reorganizacja terytorium Półwyspu, tradycyjnie datowana na 27 p.n.e., choć w rzeczywistości dokonała się raczej między 16 i 13 r. p.n.e. Cesarz przesunął nieco granice prowincji i podzielił dawną prowincję Ulterior na dwie części. W ten sposób powstały trzy prowincje:
- Provincia Hispania Citerior (1) ze stolicą w Tarraco (Tarragona), zwana także Hispania Tarraconensis.
- Provincia Hispania Ulterior Lusitania (2) ze stolicą w Emerita Augusta (dzisiejsza Mérida).
- Provincia Hispania Ulterior Baetica (3) ze stolicą w Kordobie.

Baetica, jako prowincja najbardziej zromanizowana, stała się prowincją senacką, zarządzaną przez prokonsulów wyznaczanych przez Senat; dwie pozostałe pozostały pod bezpośrednią władzą cezara.

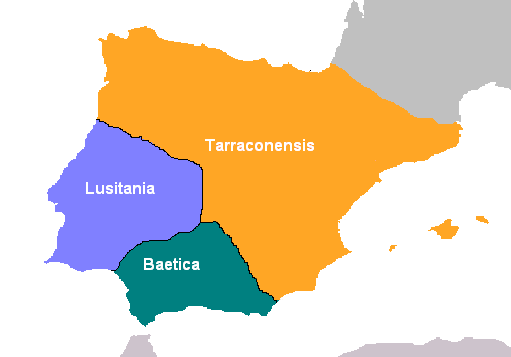
Prowincje Hispanii za czasów Augusta

Następnie - przez wieki - trwał proces powolnej, acz wyraźnej romanizacji oraz charakterystycznego dla społeczeństwa rzymskiego podziału społeczeństwa na ludzi wolnych i niewolników. Z Hiszpanii pochodzili m.in. Seneka Starszy i Seneka Młodszy, poeta Marcjalis, mówca Kwintylian, a także cesarze Trajan i Hadrian. Taką liczbę wspaniałych osobistości Hiszpania rzymska zawdzięczała systemowi edukacyjnemu – zamożne rodziny korzystały z usług prywatnych nauczycieli, inni mogli skorzystać ze szkół publicznych.

## Schyłek Cesarstwa
Pod koniec II wieku zaczęły się - tak jak w całym Cesarstwie - kłopoty wszelakiego rodzaju: ekonomicznego, społecznego, militarnego i politycznego. Najwyraźniejszym symptomem kryzysu był spadek zaludnienia, na co skarży się Św. Cyprian: "brakuje rolników w polu, marynarzy na morzu, żołnierzy w obozach". Jedną z przyczyn były zarazy, inną najazdy plemion germańskich. Postępował kryzys miast i zwiększenie roli dużych majątków ziemskich.
W III wieku, cesarz Karakalla wprowadził nowy, krótkotrwały podział. Rozdzielił Hispania Citerior ponownie na dwie części, tworząc Provincia Hispania Nova Citerior oraz Asturiae-Gaelleciae (dzisiejszy León). W 238 r. n.e. prowincje na powrót uległy zjednoczeniu.
Po reformie administracji cesarstwa przeprowadzonej przez cesarza Dioklecjana (284-305) powstała diecezja Hiszpanii (dioecesis Hispaniae) obejmująca następujące prowincje: Baetica, Carthaginensis, Tarraconensis, Gallaecia, Lusitania, Mauretania Tingitana. Później doszła jeszcze prowincja Balearica.

Prowincje Hispanii po reformie Dioklecjana (III w. n.e.)

Nie wiadomo dokładnie, kiedy pojawiło się na terenie Hispanii chrześcijaństwo. Istnienie gmin chrześcijańskich zaświadczone jest od około połowy III wieku; także na Półwyspie Iberyjskim doszło do prześladowań chrześcijan za czasów Waleriana i Dioklecjana.
W 409 r. Pireneje przekroczyły plemiona barbarzyńskie: Wandalowie, Alanowie i Swebowie. W połowie V wieku na Półwysep dotarli Wizygoci i rozpoczął się okres Hiszpanii Wizygotów.